# Quéménéven
Quéménéven (Kemeneven in Breton) là một xã của tỉnh Finistère, thuộc vùng Bretagne, miền tây bắc Pháp.

## Dân số
Người dân ở Quéménéven được gọi là Quéménévenois.